# Стренд
51°30′41″ пн. ш. 0°07′08″ зх. д. / 51.5114° пн. ш. 0.119° зх. д.
Стренд (англ. Strand) — центральна вулиця Лондона, що сполучає райони Вестмінстер (центр політичного життя) і Сіті (центр ділової активності).
Починається на Трафальгарській площі та прямує 1200 м на схід паралельно до течії Темзи у напрямку Фліт-стріт до Темпл-Бар, і є частиною магістралі А4.
Назва вулиці походить від давньоанглійського strond, що означає берег річки, оскільки вулиця історично прокладена вздовж північного берега річки Темзи. Вулицю багато в чому ототожнювали з британськими вищими класами між 12 і 17 століттями, коли між Страндом та річкою було побудовано багато історично важливих особняків. До вулиці виходили Ессекс-хаус, Арундель-хаус, Сомерсет-хаус, Савой-палац , Дарем-хаус та Сесіль-хаус. Аристократія переїхала до Вест-Енду протягом 17 століття, і Странд став відомим своїми кав'ярнями, ресторанами та тавернами. Вулиця була центром зосередження театрів та м'юзік холів протягом 19 століття, декілька з них ще можна знайти на Странді. На східному кінці вулиці розташовані дві історичні церкви: Сент-Климент-Дейнс (арх. Крістофер Рен, 1682) та Сент-Мері-ле-Стренд (арх. Джеймс Гіббс, 1717). На цій найсхіднішій ділянці Стренда також розташовується Кінгс-коледж, один з двох коледжів-засновників Лондонського університету. Окрім нинішнього Сомерсет-хаузу, серед інших важливих структур варто відзначити Королівський судовий двір, Австралія-хаус, Гібралтар-хаус, Зімбабве-хаус та Савой-готель.
Серед знаменитих вікторіанців, що жили на Стренді і в околиці, — Томас Карлайл, Чарльз Діккенс, Теккерей, Джон Стюарт Мілль, Герберт Спенсер і Томас Генрі Хакслі.